# Colletes perileucus
Colletes perileucus är en biart som beskrevs av Cockerell 1924. Den ingår i släktet sidenbin, och familjen korttungebin. Inga underarter finns listade i Catalogue of Life.

## Beskrivning
Ansiktet har tät, vit päls, lång hos hanen, kort hos honan. Antennerna är bruna. Mellankroppen har övervägande vit päls blandat med svart, och de två främre benparen (hos hanen alla benen) har kort, vit behåring. Bakbenen hos honan har lång behåring som är vit med ett visst inslag av ockra. På bakkanten av tergit 1 (främsta segmentet på bakkroppens ovansida) har arten ett brett, vitt hårband; tergiterna 2 till 5 har också vita hårband längs bakkanterna, men betydligt smalare. Hos hanen har tergiterna 4 till 6 riklig, mörkbrun till svart päls framför bakkanternas vita band, medan honan har rent svart, riklig päls på tergiterna 4 och 5. Hanen har en medellängd på 10 mm, och en genomsnittlig vinglängd på 7,5 mm; motsvarande värden för honan är 11,5 mm för kroppslängden, och 8 mm för vinglängden.

## Ekologi
Arten är relativt tidig och flyger under vår och tidig sommar. Den har påträffats på Prosopis juliflora (en buske i ärtväxternas familj), Larrea tridentata (tillhörig pockenholtsväxternas familj) samt på sötväpplingssläktet (även det tillhörigt ärtväxterna).

## Utbredning
Utbredningsområdet onmfattar sydvästra USA från Kalifornien till Arizona och söderut till Baja California i Mexiko.